# Crocus aleppicus
Crocus aleppicus es una especie de planta fanerógama del género Crocus perteneciente a la familia de las Iridaceae. Es originaria de Oriente Medio

## Distribución
Crocus aleppicus es originaria de Israel, Jordania, Líbano y Siria. Según se informa requiere protección en el Reino Unido. Bowles informó que era abundante en torno a Damasco, y allí era vendido como alimento. Florece en pleno invierno.

## Taxonomía
Crocus aleppicus fue descrita por John Gilbert Baker y publicado en The Gardeners' Chronicle & Agricultural Gazette 1873: 609. 1873.
Etimología
Crocus: nombre genérico que deriva de la palabra griega:
κρόκος ( krokos ). Esta, a su vez, es probablemente una palabra tomada de una lengua semítica, relacionada con el hebreo כרכום karkom, arameo ܟܟܘܪܟܟܡܡܐ kurkama y árabe كركم kurkum, lo que significa " azafrán "( Crocus sativus ), "azafrán amarillo" o la cúrcuma (ver Curcuma). La palabra en última instancia se remonta al sánscrito kunkumam (कुङ्कुमं) para "azafrán" a menos que sea en sí mismo descendiente de la palabra semita.
aleppicus: epíteto geográfico que alude a su localización en Aleppo.
Sinonimia
- Crocus gaillardotii (Boiss. & Blanche) Maw
- Crocus hyemalis var. gaillardotii Boiss. & Blanche
- Crocus intromissus Herb.[5][6]